# Elfriedella
Elfriedella är ett släkte av tvåvingar. Elfriedella ingår i familjen parasitflugor.
Kladogram enligt Catalogue of Life:
| Elfriedella | \| \| Elfriedella amoena \| \| \| \| \| \| Elfriedella flavipilosa \| \| \| \| |
|             | \| \| Elfriedella amoena \| \| \| \| \| \| Elfriedella flavipilosa \| \| \| \| |
|             | Elfriedella amoena                                                             |
|             |                                                                                |
|             | Elfriedella flavipilosa                                                        |
|             |                                                                                |